# Awet Tesfaiesus

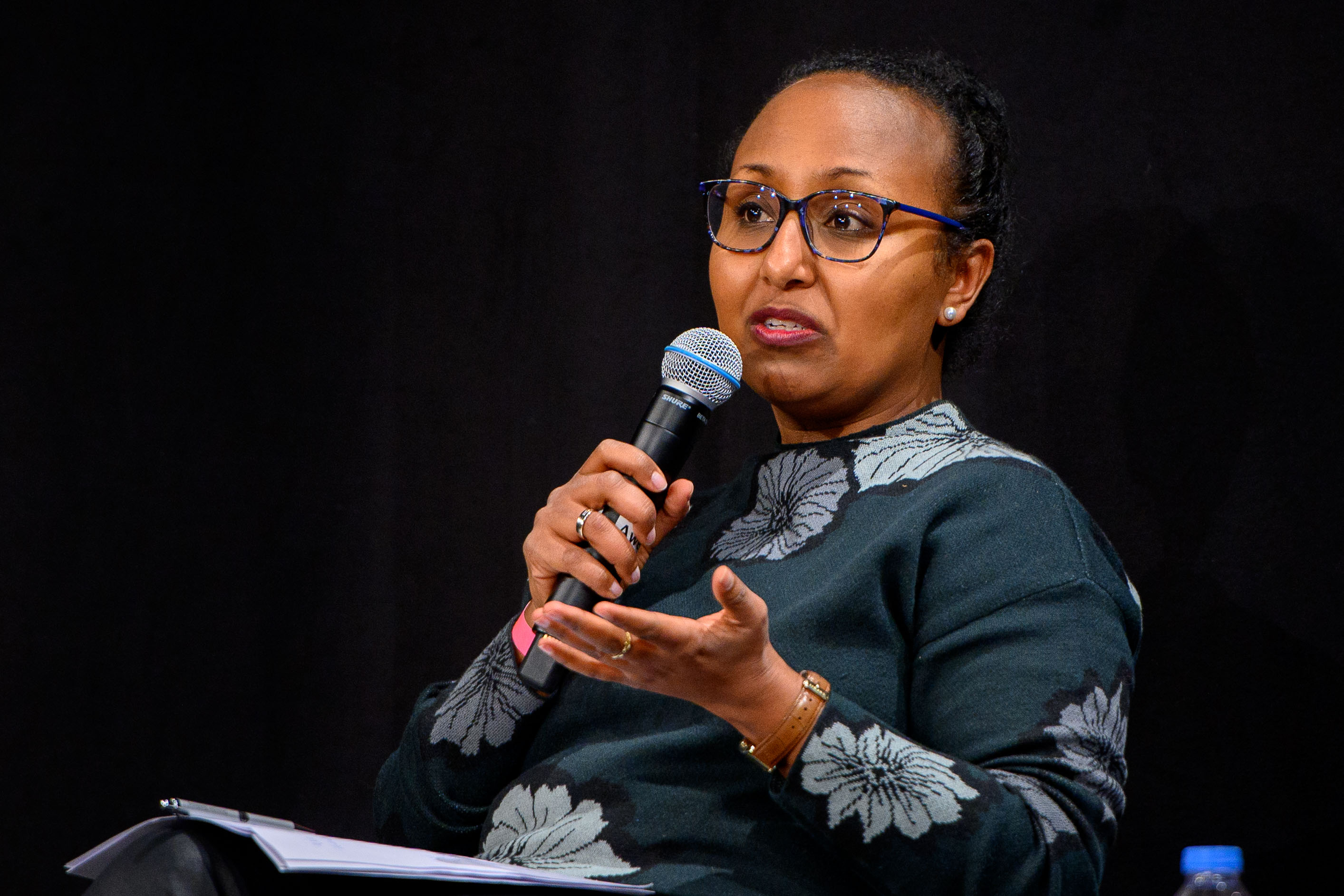
Imagem de Awet Tesfaiesus.

Awet Tesfaiesus (Asmara, 1974) é uma política e advogada alemã. Awet Tesfaiesus é filiada ao partido Aliança 90/Os Verdes desde 2021, tendo sido eleita para o Bundestag, o parlamento alemão, na eleição federal de 2021, representando o estado de Hesse. Ela é a primeira mulher negra na história da Alemanha a ocupar um assento no parlamento do país.